# Coenzim
Els coenzims són un tipus de cofactor, partícula que s'uneix a un apoenzim per tal de formar un holoenzim capaç de catalitzar reaccions químiques.
Els coenzims solen ser molècules complexes, que generalment el nostre organisme no pot sintetitzar. Per aquesta raó molts d'ells han de ser ingerits amb la dieta. Gran part dels coenzims són derivats de vitamines hidrosolubles.
Els coenzims es poden classificar segons si són transportadors d'hidrogens (electrons i protons) o transportadors de grups químics:
- Transportadors d'hidrogen: tots ells intervenen en reaccions d'oxidació-reducció acceptant i donant electrons i protons, sovint combinats formant àtoms d'hidrogen.
  - Nicotinamida adenina dinucleòtid (NAD+): és un derivat de la niacina o vitamina B₃
  - Nicotinamida adenina dinucleòtid fosfat (NADP+): és un derivat de la niacina o vitamina B₃
  - Flavina adenina dinucleòtid (FAD): és un derivat de la riboflavina o vitamina B₂
  - Flavina mononucleòtid (FMN): és un derivat de la riboflavina o vitamina B₂
  - Coenzim Q: és una quinona; intervé a la cadena respiratòria i només transporta electrons
- Transportadors de grups químics:
  - Coenzim A (CoA-SH): intervé en la transferència del grup acil; és un derivat del pantotenat o vitamina B₅
  - Biocitina: intervé en la transferència del grup carboxil; és un derivat de la biotina o vitamina H
  - Piridoxal fosfat (PyF): intervé en la transferència del grup amino; és un derivat de la piridoxina o vitamina B₆
  - Metilcobalamina: intervé en la transferència d'unitats de carboni; és un derivat de la cobalamina o vitamina B₁₂
  - Tetrahidrofolat (THF): intervé en la transferència d'unitats de carboni; és un derivat de l'àcid fòlic
  - Tiamina pirofosfat (TPP): intervé en la transferència del grup aldehid; és un derivat de la tiamina o vitamina B1